# 沈玄錫
沈玄錫，字仲章，浙江桐鄉縣人，明朝政治人物。同進士出身。

## 生平
天啓四年（1624年）甲子科浙江鄉試舉人，崇禎十六年（1643年）登進士，授行人司行人。隆武帝時，任兵科给事中，出為廣東參議。后歸降清朝。